# Hednadotter
Hednadotter är en svensk musikal skriven av Josefin Alfredson, Hanna Larsson, Petter Jiveskog och Johan Larsson.

## Handlingen
Hednadotter utspelar sig under medeltiden och handlar om tre generationer kvinnor. Frejaprästinnan Yrsa har uppfostrat sin dotter Ebba inom asatron. Under tonåren blir dottern dock förvriden av den katolske prästen Jon som visar sig vara djävulen själv. Yrsa kämpar med all sin makt för att rädda sin dotter och dotterns barn från ondska och död.
Manuset är skrivet av Josefin Alfredson med bearbetning av Hanna Larsson. Musiken är komponerad av Petter Jiveskog och Johan Larsson.

## Originaluppsättningen
Musikalen sattes första gången upp i Sankt Lars kyrkoruin i Visby under perioden 1 juli - 14 augusti 2005. I rollerna fanns då bland andra Åsa Bergh, Jonas Antesten, Isabelle S. Pedersen, Erik Linder, Caroline Adelly Duvheim, Sarah Mellström, Karin Bertling och Jeanette Norlander. Regisserade och producerade gjorde Josefin Alfredson och Hanna Larsson. Musiken skrevs av Petter Jiveskog och Johan Larsson och arrangerades och framfördes av den gotländska folkmusikgruppen Krack, tillsammans med Johan Larsson.

## Sommaren 2006
Under sommaren 2006 sattes Hednadotter åter upp i Visby på Gotland med en delvis ny ensemble och ett omstrukturerat manus i Helige Andes kyrkoruin. Medverkande i denna uppsättning var bland andra Maria Hedström, Henrik Lagercrantz, Isabelle S. Pedersen, Johan Karlsson, Caroline Adelly, Karolina Carlsson, Erik Linder och Saga Björling. Musiker var Sara Edin, Cecilia Klingspor och Anna Franzén från gruppen Hildegaards och Palle Svanström.